# Henry Oakes (général)
Pour les articles homonymes, voir Henry Oakes et Oakes.
Henry Oakes (né le 11 juillet 1756 à Exeter et mort le 1er novembre 1827 à Mitcham), 2e baronnet Oakes (en), est un général britannique, quartier-maître général et commissaire en Inde, adjudant-général de l'armée de Bombay et auditeur général de Bombay.
Il est le frère de Hildebrand Oakes, premier baronnet Oakes.